# تشارلز جون هوارد
تشارلز جون هوارد (بالإنجليزية: Charles John Howard)‏ هو سياسي أمريكي، ولد في 26 مارس 1862 في بارنسفيل في الولايات المتحدة، وتوفي في 13 مايو 1928. حزبياً، نشط في الحزب الجمهوري. وقد انتخب عضو مجلس نواب أوهايو.